# Списак филмских занимања
Филмска занимања, или филмске професије, представљају скуп најразличитијих занимања и улога које су неопходне да би се реализовао један филмски пројекат – филм, ТВ серија, документарни или други аудио-визуелни садржај. Филмска екипа (енгл. film crew) може бројати од неколико људи на независним пројектима до више стотина или хиљада на високобуџетним продукцијама. У ширем смислу, филмска занимања обухватају и професије везане за теорију, критику, дистрибуцију и приказивање филмова.
Како се технологија и култура мењају, тако нека занимања нестају, док друга настају и добијају на значају (нпр. занимања везана за дигиталне визуелне ефекте).

## Подела по секторима и фазама продукције
Филмска занимања се најчешће групишу по секторима или фазама у којима учествују.

### Сектор продукције
Сектор продукције је одговоран за финансирање, организацију и менаџмент целокупног пројекта.
- Продуцент: Покретач пројекта, одговоран за проналажење средстава, окупљање кључних чланова екипе (редитељ, сценариста, главни глумци) и надгледање пројекта од почетка до краја.
- Извршни продуцент: Најчешће финансијер или особа која је обезбедила значајан део буџета, али не учествује директно у свакодневном раду на пројекту.
- Директор филма: Руководи целокупном организацијом и финансијама током снимања. Директно је одговоран продуценту за поштовање буџета и рокова.
- Вођа снимања (Менаџер продукције): Оперативно организује снимање на терену, бави се логистиком, дозволама, транспортом и распоредом.

### Сектор режије
Овај сектор је одговоран за креативну реализацију пројекта.
- Редитељ: Централна ауторска фигура филма, одговоран за уметнички аспект, режију глумаца и визуелни стил филма.
- Помоћник редитеља: Редитељева "десна рука", одговоран за организацију на сету, распоред снимања и координацију осталих сектора.
- Скриптер (супервизор континуитета): Води рачуна о континуитету сцена (нпр. костима, реквизите, положаја глумаца) како би се избегле грешке у монтажи.

### Сектор сценарија
- Сценариста: Аутор сценарија, односно приче, дијалога и структуре филма.
- Драматург: Често ради са сценаристом на развоју приче и ликова.

### Глумачка екипа
- Глумац: Тумачи улоге и оживљава ликове.
- Каскадер: Изводи опасне и физички захтевне сцене уместо глумаца.
- Статиста: Учествује у масовним сценама како би се створио утисак реалности.

### Сектор камере и фотографије
Овај сектор је задужен за визуелни изглед филма.
- Директор фотографије: У сарадњи са редитељем, креира визуелни идентитет филма – одређује осветљење, кадрирање и покрете камере.
- Сниматељ (камерман): Физички управља камером према инструкцијама директора фотографије и редитеља.
- Оштрач слике (фокус пулер): Одговоран за одржавање фокуса камере током снимања.
- Клапер: Рукује клапом на почетку сваког кадра ради касније синхронизације слике и звука.

### Сектор расвете
- Шеф расвете (гафер): Главни електричар на сету, одговоран за постављање и контролу расвете према визији директора фотографије.

### Сектор звука
- Дизајнер звука: Креативно обликује целокупни звук филма, укључујући дијалоге, ефекте и музику.
- Сниматељ звука (тонац): Снима звук (дијалоге, амбијент) на сету током снимања.
- Микроман: Рукује микрофоном на пецаљци (boom) како би снимио што квалитетнији дијалог.

### Уметнички сектор
Овај сектор је одговоран за све визуелне елементе у кадру, осим глумаца.
- Сценограф: Дизајнира и надгледа израду сценографије (декора).
- Уметнички директор: Руководи уметничким сектором под вођством сценографа.
- Костимограф: Дизајнира костиме за ликове.
- Шминкер: Одговоран за шминку глумаца, укључујући и специјалне ефекте шминке.
- Фризер: Прави фризуре глумцима у складу са ликом и епохом.
- Реквизитер: Набавља, прави и одржава све покретне предмете (реквизиту) који се користе у сцени.

### Сектор постпродукције
Постпродукција је фаза која следи након снимања.
- Монтажер: У сарадњи са редитељем, бира најбоље кадрове и спаја их у коначну верзију филма, стварајући ритам и наративни ток.
- Колориста: Бави се корекцијом и креативним обликовањем боја у филму.
- Уметник за визуелни ефекти: Ствара дигиталне ефекте.
- Композитор филмске музике: Компонује оригиналну музику за филм.
- Дизајнер/миксер звука: Обрађује и миксује све звучне елементе (дијалоге, музику, ефекте) у коначни звучни запис.

### Теорија и критика филма
У ширем смислу, филмска занимања обухватају и професије које се не баве директно стварањем филма, већ његовим проучавањем и вредновањем:
- Филмски критичар: Анализира и вреднује филмове за публику.
- Теоретичар филма: Проучава филм као уметност, медиј и друштвени феномен.
- Историчар филма: Проучава историју филма.